# Sénatus-consulte organique du 28 floréal an XII
Lire en ligne

Consulter

Constitution de l'an X (Consulat) Charte constitutionnelle du 4 juin 1814 (Restauration)
Le sénatus-consulte organique du 28 floréal an XII (18 mai 1804), dit Constitution de l’an XII, est le texte qui instaure le Premier Empire. Il sera principalement amendé par le sénatus-consulte du 19 août 1807 qui viendra supprimer le Tribunat.
Le Sénat conservateur le rédige à la demande du Premier consul à vie, en reprenant les grandes lignes du Consulat. Il est approuvé par plébiscite le 6 novembre 1804.
Ce texte de 142 articles fondait un nouveau régime, le Premier Empire, et adaptait à ce régime les anciennes institutions.

## Élaboration et adoption

### La motion Curée
Le 28 avril 1804, le tribun Jean-François Curée dépose une motion demandant au Tribunat d'émettre le vœu que Napoléon Bonaparte, soit déclaré empereur et que la dignité impériale soit déclarée héréditaire dans sa famille.
La motion Curée est délibérée au sein d'une commission du Tribunat.
Le 3 mai, le Tribunat l'adopte à l'unanimité moins une voix : celle de Lazare Carnot.
Le même jour, le Sénat approuve le principe d'une modification constitutionnelle créant un gouvernement impérial héréditaire.

### La commission des dix
Une commission de dix membres est créée pour examiner le projet. Présidée par Lacépède, grand chancelier de la Légion d'honneur, elle comprend : des sénateurs, dont Fouché, des ministres et conseillers d'État, dont Talleyrand et Portalis, et les trois consuls.
Le 11 mai, la commission commence ses travaux,, sur la base d'orientations arrêtées en conseil privé. Deux jours plus tard, le 13, un projet de sénatus-consulte est arrêté en conseil privé. Le 18, les conseillers d'État le déposent au Sénat.

### L'adoption par le Sénat
Une commission sénatoriale conclut à l'adoption du projet de sénatus-consultes. Le 18 mai, le Sénat l'approuve à l'unanimité moins trois voix — celles de Grégoire, Lambrechts et Garat — et deux abstentions.

### Le référendum
L'article 142 du projet de sénatus-consulte prévoyant approbation par le peuple, un référendum est organisé. Les registres de vote sont ouverts pendant tout le mois de juin 1804. Le oui l'emporte. Le 2 août, les résultats définitifs sont transmis au Sénat.

## Nouveau fondement de la souveraineté
Napoléon ne fonde pas sa légitimité que sur la grâce de Dieu selon la théorie de droit divin.
Il sera sacré par le pape.
L'Empire français reste cependant une république, pour exemple les articles 53 et suivants mentionnent : « Je jure de maintenir l'intégrité du territoire de la République, … de gouverner dans la seule vue de l'intérêt, du bonheur et de la gloire du peuple français. »
Napoléon s'inspire vraisemblablement de l'Antiquité romaine, et plus spécialement de la période d'Auguste. Cette période voit le règne « d'empereurs républicains » en ce sens que les institutions de la République romaine demeurent inchangées, sinon qu'un seul homme réunit sur sa tête un grand nombre des pouvoirs attachés à des mandats auparavant dévolus à de multiples intervenants. Le choix du titre d'Empereur des Français au lieu d'Empereur de France caractérise assez cette orientation. C'est ainsi qu'il peut continuer à se réclamer du peuple.

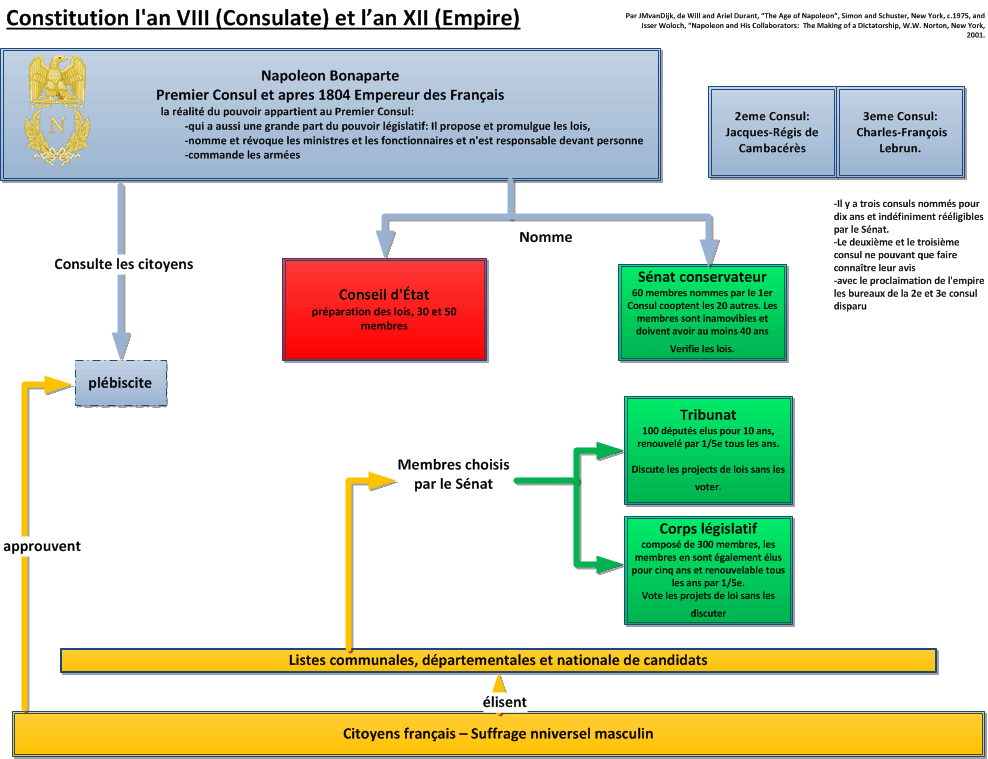
Constitution de l'an VIII et de l'Empire français.

### Empereur
Selon l'article 1, « Le gouvernement de la République est confié à un Empereur qui prend le titre d'Empereur des Français. ».
Napoléon a choisi le titre d'empereur, et non celui de roi, pour ménager la susceptibilité des révolutionnaires. Il est l’empereur d'une république à l'instar de la République romaine à compter du principat d'Auguste.
Le choix du titre d'Empereur des Français au lieu d'Empereur de France caractérise assez cette orientation à une période où aucun empereur ne porte ce titre : il n'y a pas d'empereur des Russes ou d'empereur des Autrichiens. Ayant été le défenseur armé de la République et des idées de la Révolution, cette conception avait le mérite de ménager la satisfaction de sa recherche personnelle du pouvoir avec les idées de la Révolution. [réf. nécessaire]
L'article 2 désigne le titulaire Napoléon Bonaparte, sans préciser l'essence de son pouvoir.

### Dignité héréditaire
Article 3 : la dignité impériale passe à la descendance directe de l'Empereur — à l'exclusion des femmes et de leur descendance, selon le principe de primogéniture de l'Ancien Régime. Mais comme il n'a pas d'héritier, Napoléon Ier peut choisir son successeur par adoption parmi les enfants et les petits-enfants de ses frères. Cependant, ces enfants adoptifs doivent céder le pas à des descendants nés après leur adoption.
L'adoption est la nouveauté : parce qu'il a institué l'Empire, Napoléon Ier revendique le droit d'en disposer à sa guise.

### Dignitaires et grands officiers de l'Empire
La constitution définit le cadre institutionnel de la cour par la création de six grands dignitaires (grand électeur, archichancelier de l'Empire, architrésorier, archichancelier d'État, grand connétable, grand amiral) et de grands officiers de l'Empire, seize maréchaux et huit inspecteurs et colonels généraux de l'artillerie et du génie, des troupes à cheval et de la marine. Les dignitaires président les collèges électoraux.
Tous les détenteurs de l'autorité sont appelés à prêter serment. Par là l'Empire affirme une différence avec la royauté : il revêt ce caractère de salut public.

## Nouveautés institutionnelles

### Sénat
Deux commissions sont créées au Sénat : la commission de la liberté individuelle sous la présidence de Jean-Jacques Lenoir-Laroche chargée d'examiner les arrestations arbitraires, et la commission de la liberté de la presse destinée à freiner les abus de la censure. En réalité ces commissions n'adressaient que des avis sans sanction aux ministres.

### Tribunat
Les modifications apportées à cette assemblée la privent de la possibilité de débattre en assemblée plénière des textes de lois proposés par le gouvernement. La constitution prévoit également un renouvellement à moitié de cette assemblée tous les cinq ans. Le sénatus-consulte du 19 août 1807 viendra supprimer définitivement cette assemblée en faisant intégrer au Corps législatif les commissions de relecture des projets de lois.

## Révisions
Des sénatus-consultes ont révisé la Constitution de l'an XII.
Les articles organiques relatifs aux majorats sont introduits par le sénatus-consulte du 14 août 1806, pris pour l'indemnisation de la princesse Pauline de la cession de la principauté de Guastalla au royaume d'Italie. 
Le sénatus-consulte du 19 août 1807 supprime le Tribunat.
Le sénatus-consulte du 5 février 1813, pris sur le rapport de Pastoret, modifie l'article 18 du sénatus-consulte organique du 28 floréal an XII en appelant à la régence une femme, l'impératrice Marie-Louise,. Le sénatus-consulte du 15 novembre 1813 modifie l'article 8 du sénatus-consulte organique du 28 floréal an XII en donnant à l'empereur le droit de choisir, comme il le voudra, le président du Corps législatif.

## Archives
Une copie authentique, collationnée à l'original, est conservée dans l'armoire de fer des Archives nationales. Elle se compose de vingt feuillets manuscrits sur parchemin, brochés en cinq cahiers réunis par deux lacs de soie verte.

### Documents officiels
- Sénatus-consulte organique du 28 floréal an XII, dans Bulletin des lois de l'Empire français, 4e série, t. 1er : contenant les lois rendues depuis le 28 floréal jusqu'au dernier jour complémentaire an XII, Paris, Imprimerie impériale, brumaire an xiii (1804), 1 vol., XIII-284-14 (BNF 32726274, lire en ligne), bull. no 1, texte no 1, p. 1-32.
- Sénat (éd.), Recueil des pièces et actes relatifs à l'établissement du gouvernement impérial héréditaire, imprimé par ordre du Sénat, Paris, P. Didot l'Aîné, an xii (1804), 1 vol., 132, in-8o (22 cm) (OCLC 493590311, BNF 36311695, SUDOC 092270301, lire en ligne).
- Sénat (éd.), Suite du recueil des pièces et actes relatifs à l'établissement du gouvernement impérial héréditaire, imprimé par ordre du Sénat, Paris, P. Didot l'Aîné, an xiii (1805), 1 vol., 70, in-8o (22 cm) (OCLC 908143813, SUDOC 185257844).